# Estación de Escombreras
Escombreras es una terminal logística ferroviaria situada en el municipio español de Cartagena, dedicada principalmente al tráfico de mercancías. Las instalaciones se encuentran ubicadas en la zona zona de Escombreras y están estrechamente ligadas al complejo petroquímico homónimo.

## Situación ferroviaria
Las instalaciones ferroviarias se encuentran situadas en el punto kilométrico 11,4 de la línea férrea de ancho ibérico Cartagena-Escombreras.

## Historia
En 1958 entró en servicio un ramal que enlazaba la línea Chinchilla-Cartagena con las instalaciones de la refinería petrolífera de Escombreras. Las obras corrieron a cargo de RENFE. En el valle de Escombreras se levantó una estación de ferrocarril para atender el tráfico de mercancías, por lo que esta dispuso de una espaciosa playa de vías donde realizar las labores de clasificación. Se levantó también un edificio de carácter administrativo, para el control de tráfico. En enero de 2005, con la división de RENFE en Renfe Operadora y Adif, las instalaciones ferroviarias pasaron a depender de esta última.